# 宮地秀享
宮地 秀享（みやち ひでたか、 1994年11月12日 - ）は、日本の体操選手。

## 来歴
体操を習っていた姉の影響を受け、3歳の頃からならわ体操クラブ（愛知県半田市）へ通い始めた。
鯖江高等学校、筑波大学出身。
2015年、クロアチアのオシエクで開催されたOsijek World Challenge Cupの平行棒で銅メダルを獲得した。
2015年に肩と肘を負傷してあん馬の練習が中断されたため、鉄棒に時間を費やすことにした。
2017年、カナダのモントリオールで開催された2017年世界体操競技選手権に出場し、鉄棒で5位の成績を収めた。
2018年、オーストラリアのメルボルンで開催されたMelbourne World Cupの鉄棒で金メダル、ドイツのコトブスで開催されたCottbus World Cupの鉄棒で銅メダルを獲得した。
2019年、メルボルンで開催されたMelbourne World Cupとコトブスで開催されたCottbus World Cupの鉄棒で金メダル、カタールのドーハで開催されたDoha World Cupの鉄棒で銀メダルを獲得した。
2017年12月に、国際体操連盟によって鉄棒の技「ミヤチ」が点数規定に追加された。
この技は、モントリオールで開催された2017年世界体操競技選手権で初めて実行された、伸身コバチ2回ひねり（伸身ブレットシュナイダー）で、最高難度のI難度である。

## 関連事項
- 体操競技の技名一覧